# 루카 크레코
루카 크레코(이탈리아어: Luca Crecco, 1995년 9월 6일 ~ )는 이탈리아의 축구 선수이다. 현재 세리에 C의 델피노 페스카라 1936에서 활약하고 있다.